# City Kids 1989
Pour plus de détails, voir Fiche technique et Distribution.
City Kids 1989 (人海孤鴻, Ren hai gu hong) est un film d'action hongkongais réalisé par Poon Man-kit et sorti en 1989 à Hong Kong. En chinois, il porte le même titre que L'Orphelin (1960) avec Bruce Lee.
Il totalise 10 627 142 HK$ de recettes au box-office[réf. souhaitée].

## Synopsis
Sas (Andy Lau) et Chow Cho-sam (Max Mok) sont des frères de sang qui ont grandi dans un gang de triades et qui ont manqué de chaleur familiale et d'éducation dans leur jeunesse. Sam tombe amoureux de May (May Lo (en)) et ils se marient. Afin de payer le mariage, il commet un vol qualifié lors duquel il blesse trois policiers et les deux amis sont emprisonnés pendant six ans. Après leur libération, May s'est fiancée avec quelqu'un d'autre mais Sam est toujours amoureux d'elle, mais comme les punks et les amoureux n'ont pas de destin commun, ils ne peuvent être que des amis. Sas et Sam empruntent ensuite de l'argent à un usurier pour monter leur entreprise privée. Cependant, celle-ci échoue et, pour rembourser leurs dettes, on leur ordonne d'enlever Ka-po, la fille d'un homme riche. Sas est choqué par la décision de l'usurier Fu d'assassiner la jeune fille après avoir récupérer la rançon et remet personnellement Ka-po à May, ce qui énerve Fu qui envoie des hommes pour le tuer. Sas finit par mourir de ses blessures, et Sam, attristé et en colère, décide de se venger de Fu. Après plusieurs affrontements, Sam est sur le point de tuer Fu lorsque son père, l'inspecteur Chow Wing, disparu depuis longtemps, le persuade de se reprendre et de ne pas répéter les mêmes erreurs que lui. Wing remet Fu à la police et aide Sam à tourner la page.

## Fiche technique
- Titre original : 人海孤鴻
- Titre international : City Kids 1989
- Réalisation : Poon Man-kit
- Scénario : Jubic Chui, James Yuen et Clarence Yip
- Photographie : Mark Lee Ping Bin
- Montage : Kwok Ting-hung
- Musique : Robert Choi
- Production : Clarence Yip
- Société de production : Movie Impact
- Société de distribution : Movie Impact
- Pays d'origine :  Hong Kong
- Langue originale : cantonais
- Format : couleur
- Genre : action
- Durée : 94 minutes
- Dates de sortie :
  -  Taïwan : 14 avril 1989
  -  Hong Kong : 5 août 1989

## Distribution
- Andy Lau : Sas
- Max Mok : Chow Cho-sam
- Wong Chung : l'inspecteur Chow Wing
- May Lo (en) : May
- Nina Paw (en) : Chow Man-sau
- Newton Lai (en) : Frère Fu
- Shing Fui-on : Big Skin Chuen
- Blackie Ko : un tueur
- Stephen Chang : Jaune
- Chun Kwai Po : un homme de main de Fu
- Ho Kit
- Tam Siu-ying
- Hon San : Grand frère
- Fong Ka-wai
- Mok Hon-kei
- Chan King-chuen : le père de May
- Ngai Ming-yiu
- Thomas Sin : Yiu
- Kan Sek-ming : Mr Kan
- Shing Fuk-on : Chien fou
- John Cheung : l'officier de police
- Fei Pak : un policier
- Lui Siu-ming : un prisonnier
- Fung Kam-hung : un prisonnier